# Грибне королівство

Кадр з гри Super Mario Bros. 3, перша з восьми сусідніх королівств.

Грибне королівство (яп. キノコ 王国 |Kinoko Ōkoku, англ. Mushroom Kingdom) — королівство, розташоване в вигаданому світі під назвою Грибний світ (англ. Mushroom World), у якому відбуваються події переважної більшості ігор серії «Mario». 
Форма правління - монархія, правителем країни є Принцеса Піч Тоадстул. Населене, у переважній більшості, миролюбними грибоподібними істотами, відомими як Тоади. Згідно з грою «Super Mario Bros. 3», у грибному світі також існують інші королівства, кожне з яких управляється незалежним королем. Проте вони не входять до основного королівства. Восьме королівство носить назву «Темна земля» (англ. Dark Land), ним керує Боузер, відомий також як Король Купа. Деякі події відбуваються в межах основного Грибного королівства (проте в деяких іграх події розгортаються за межами Грибного королівства, наприклад, у грі «Mario & Luigi: Superstar Saga» події відбувається в сусідньому Бобовому королівстві (англ. Beanbean Kingdom)). 